# George Furth
George Furth (* 14. Dezember 1932 in Chicago, Illinois; † 11. August 2008 in Santa Monica, Kalifornien) war ein US-amerikanischer Schauspieler, Autor und Tony-Award-Preisträger.

## Leben
George Furth wurde 1932 als George Schweinfurth in Chicago als Sohn von Evelyn Tuerk und George Schweinfurth Sen. geboren. Er studierte Schauspiel und Theater an der Northwestern University, anschließend machte er sein Master-Degree an der Columbia University in New York. 1961 gab Furth sein Debüt als Schauspieler am Broadway im Stück A Cook for Mr. General und im Musical Hot Spot. Mit der Zeit begann er sich auch als Bühnenautor zu betätigten und arbeitete in dieser Funktion mehrmals mit dem Komponisten Stephen Sondheim bei dessen Musicals zusammen. Für seine Arbeit als Autor an Sondheims 1970 eröffnetem Musical Company wurde Furth mit dem Tony Award und dem Drama Desk Award ausgezeichnet.
Ab 1962 stand Furth regelmäßig für Fernsehserien vor der Kamera. Unter anderen spielte er in Fernsehserien wie Bonanza, Tammy, das Mädchen vom Hausboot, All in the Family, L.A. Law, Dr. Quinn – Ärztin aus Leidenschaft und Mord ist ihr Hobby mit. Als Nebendarsteller trat er in bekannten Kinofilmen wie Zwei Banditen (1969), Der wilde wilde Westen (1974) und Auf dem Highway ist die Hölle los (1980) auf. Oftmals spielte der Charakterdarsteller nervös und seltsam wirkende Typen, die manchmal gutartig, manchmal bösartig waren. Gegen Ende der 1990er-Jahre zog er sich aus dem Film- und Fernsehgeschäft zurück.
George Furth starb im August 2008 im Alter von 75 Jahren, nachdem er in ein Krankenhaus aufgrund einer Lungenentzündung eingeliefert worden war.

## Filmografie (Auswahl)
- 1962: St. Dominic und seine Schäfchen (Going My Way, Fernsehserie, Folge 1x08)
- 1963/1964: Alfred Hitchcock zeigt (The Alfred Hitchcock Hour, Fernsehserie, 2 Folgen)
- 1964: Preston & Preston (The Defenders, Fernsehserie, Folge 3x14)
- 1964: Der Kandidat (The Best Man)
- 1964: Assistenzärzte (The New Interns)
- 1964–1965: Broadside (Fernsehserie, 25 Folgen)
- 1965: Ein Appartement für drei (A Very Special Favor)
- 1965: Nymphomania (A Rage to Live)
- 1965–1966: Tammy, das Mädchen vom Hausboot (Tammy, Fernsehserie, 14 Folgen)
- 1966: Wettlauf mit dem Tod (Run for Your Life, Fernsehserie, 2 Folgen)
- 1966: Batman (Fernsehserie, 2 Folgen)
- 1967: Laredo (Fernsehserie, Folge 2x25)
- 1967: Tammy and the Millionaire
- 1967: Der Chef (Ironside, Fernsehserie, Folge 1x11)
- 1967: Der Gnadenlose (P.J.)
- 1968: Zärtlich schnappt die Falle zu (How to Save a Marriage and Ruin Your Life)
- 1968: Hochzeitsnacht vor Zeugen (What’s So Bad About Feeling Good?)
- 1968: Der Frauenmörder von Boston (The Boston Strangler)
- 1969: Bezaubernde Jeannie (I Dream of Jeannie, Fernsehserie, Folge 4x26)
- 1969: Zwei Banditen (Butch Cassidy and the Sundance Kid)
- 1969/1971: Bonanza (Fernsehserie, 2 Folgen)
- 1970: Myra Breckinridge – Mann oder Frau? (Myra Breckinridge)
- 1970/1974: Männerwirtschaft (The Odd Couple, Fernsehserie, 2 Folgen)
- 1971: Adam-12 (Fernsehserie, Folge 3x23)
- 1971/1975: All in the Family (Fernsehserie, 2 Folgen)
- 1973: Heiraten wir morgen (The Third Girl From the Left, Fernsehfilm)
- 1973: Der Schläfer (Sleeper)
- 1974: Der wilde wilde Westen (Blazing Saddles)
- 1975: Shampoo
- 1975: Happy Days (Fernsehserie, Folge 2x23)
- 1976: Unsere kleine Farm (Little House on the Prairie, Fernsehserie, Folge 2x13)
- 1976: The Dumplings (Fernsehserie, 10 Folgen)
- 1977: Verschollen im Bermuda-Dreieck (Airport ’77)
- 1977: Oh Gott … (Oh, God!)
- 1978: Um Kopf und Kragen (Hooper)
- 1980: Der Scarlett-O’Hara-Krieg (The Scarlett O’Hara War, Fernsehfilm)
- 1981: Auf dem Highway ist die Hölle los (The Cannonball Run)
- 1982: Megaforce
- 1982: Küß’ mich, Doc! (Young Doctors in Love)
- 1983: Dr. Detroit (Doctor Detroit)
- 1983: Der Mann mit zwei Gehirnen (The Man with Two Brains)
- 1987–1992: Mord ist ihr Hobby (Murder, She Wrote, Fernsehserie, 3 Folgen)
- 1988: Unser Haus (Our House, Fernsehserie, 2 Folgen)
- 1990: Alles Okay, Corky? (Life Goes on, Fernsehserie, Folge 2x05)
- 1990: Familie Munster (The Munsters Today, Fernsehserie, Folge 3x07)
- 1990: Überflieger (Wings, Fernsehserie, Folge 2x11)
- 1990–1992: Die Fälle der Rosie O’Neill (The Trials of Rosie O’Neill, Fernsehserie, 5 Folgen)
- 1992: Murphy Brown (Fernsehserie, Folge 5x06 Eine lange Nacht)
- 1992: L.A. Law – Staranwälte, Tricks, Prozesse (L.A. Law, Fernsehserie, Folge 7x04)
- 1993–1994: Dr. Quinn – Ärztin aus Leidenschaft (Dr. Quinn, Medicine Woman, Fernsehserie, 2 Folgen)
- 1996: Die Nanny (The Nanny, Fernsehserie, Folge 4x05)
- 1998: Goodbye Lover
- 1998: Bulworth